# Sanctusbel
De Sanctusbel is een klein klokje, dat in de rooms-katholieke mis gebruikt wordt om het moment aan te geven dat men moet gaan knielen, namelijk na het Sanctus, het gezang dat aan de canon met daarin de consecratie voorafgaat.
In veel Nederlandse kerken is na de liturgische hervorming volgend op het tweede Vaticaans concilie de sanctusbel in onbruik geraakt, net als de altaarschellen.